# Чорної корекції механізм
Механі́зм чорної корекції — ідея в шаховій композиції. Суть ідеї — комбінація, яка складається з повторної загрози і точного (коригувального) ходу чорних.

## Історія
Перші задачі з цим задумом публікувалися ще у ХІХ столітті.
В рішенні задачі після вступного ходу виникають варіанти гри однією чорною фігурою — це байдужий хід і точний. Байдужий хід чорних або захищає від загрози, що виникла після вступного ходу білих, або є наслідком цугцвангу що виник після ходу білих, і являє собою сукупність кількох різних ходів однією чорною фігурою, при цьому на ці ходи виникає один і той же незмінний мат — це є повторна загроза. Точний хід — захищає від мату, який виникав при байдужому ході чорних, але на цей точний (коригувальний) хід виникає новий мат.
Ідея дістала назву — чорна корекція або — механізм чорної корекції. Термін запропонували англійські шахові композитори. Механізм чорної корекції є складовим елементом таких тем — варшавська тема, тагільська тема, тема Мартіна-1, тема Мартіна-2, тема Флека-2, Ларсена Л. тема.
|   | a | b | c | d | e | f | g | h |   |
| 8 | h8 чорний ферзь · c7 білий слон · a6 білий ферзь · g6 білий кінь · d5 чорний король · f5 чорна тура · h5 біла тура · b4 білий пішак · d4 чорний пішак · e4 чорна тура · g4 чорний слон · h4 чорний слон · b3 біла тура · e3 чорний пішак · f3 чорний кінь · g3 чорний пішак · e2 білий кінь · d1 білий король · h1 білий слон | h8 чорний ферзь · c7 білий слон · a6 білий ферзь · g6 білий кінь · d5 чорний король · f5 чорна тура · h5 біла тура · b4 білий пішак · d4 чорний пішак · e4 чорна тура · g4 чорний слон · h4 чорний слон · b3 біла тура · e3 чорний пішак · f3 чорний кінь · g3 чорний пішак · e2 білий кінь · d1 білий король · h1 білий слон | h8 чорний ферзь · c7 білий слон · a6 білий ферзь · g6 білий кінь · d5 чорний король · f5 чорна тура · h5 біла тура · b4 білий пішак · d4 чорний пішак · e4 чорна тура · g4 чорний слон · h4 чорний слон · b3 біла тура · e3 чорний пішак · f3 чорний кінь · g3 чорний пішак · e2 білий кінь · d1 білий король · h1 білий слон | h8 чорний ферзь · c7 білий слон · a6 білий ферзь · g6 білий кінь · d5 чорний король · f5 чорна тура · h5 біла тура · b4 білий пішак · d4 чорний пішак · e4 чорна тура · g4 чорний слон · h4 чорний слон · b3 біла тура · e3 чорний пішак · f3 чорний кінь · g3 чорний пішак · e2 білий кінь · d1 білий король · h1 білий слон | h8 чорний ферзь · c7 білий слон · a6 білий ферзь · g6 білий кінь · d5 чорний король · f5 чорна тура · h5 біла тура · b4 білий пішак · d4 чорний пішак · e4 чорна тура · g4 чорний слон · h4 чорний слон · b3 біла тура · e3 чорний пішак · f3 чорний кінь · g3 чорний пішак · e2 білий кінь · d1 білий король · h1 білий слон | h8 чорний ферзь · c7 білий слон · a6 білий ферзь · g6 білий кінь · d5 чорний король · f5 чорна тура · h5 біла тура · b4 білий пішак · d4 чорний пішак · e4 чорна тура · g4 чорний слон · h4 чорний слон · b3 біла тура · e3 чорний пішак · f3 чорний кінь · g3 чорний пішак · e2 білий кінь · d1 білий король · h1 білий слон | h8 чорний ферзь · c7 білий слон · a6 білий ферзь · g6 білий кінь · d5 чорний король · f5 чорна тура · h5 біла тура · b4 білий пішак · d4 чорний пішак · e4 чорна тура · g4 чорний слон · h4 чорний слон · b3 біла тура · e3 чорний пішак · f3 чорний кінь · g3 чорний пішак · e2 білий кінь · d1 білий король · h1 білий слон | h8 чорний ферзь · c7 білий слон · a6 білий ферзь · g6 білий кінь · d5 чорний король · f5 чорна тура · h5 біла тура · b4 білий пішак · d4 чорний пішак · e4 чорна тура · g4 чорний слон · h4 чорний слон · b3 біла тура · e3 чорний пішак · f3 чорний кінь · g3 чорний пішак · e2 білий кінь · d1 білий король · h1 білий слон | 8 |
| 7 | h8 чорний ферзь · c7 білий слон · a6 білий ферзь · g6 білий кінь · d5 чорний король · f5 чорна тура · h5 біла тура · b4 білий пішак · d4 чорний пішак · e4 чорна тура · g4 чорний слон · h4 чорний слон · b3 біла тура · e3 чорний пішак · f3 чорний кінь · g3 чорний пішак · e2 білий кінь · d1 білий король · h1 білий слон | h8 чорний ферзь · c7 білий слон · a6 білий ферзь · g6 білий кінь · d5 чорний король · f5 чорна тура · h5 біла тура · b4 білий пішак · d4 чорний пішак · e4 чорна тура · g4 чорний слон · h4 чорний слон · b3 біла тура · e3 чорний пішак · f3 чорний кінь · g3 чорний пішак · e2 білий кінь · d1 білий король · h1 білий слон | h8 чорний ферзь · c7 білий слон · a6 білий ферзь · g6 білий кінь · d5 чорний король · f5 чорна тура · h5 біла тура · b4 білий пішак · d4 чорний пішак · e4 чорна тура · g4 чорний слон · h4 чорний слон · b3 біла тура · e3 чорний пішак · f3 чорний кінь · g3 чорний пішак · e2 білий кінь · d1 білий король · h1 білий слон | h8 чорний ферзь · c7 білий слон · a6 білий ферзь · g6 білий кінь · d5 чорний король · f5 чорна тура · h5 біла тура · b4 білий пішак · d4 чорний пішак · e4 чорна тура · g4 чорний слон · h4 чорний слон · b3 біла тура · e3 чорний пішак · f3 чорний кінь · g3 чорний пішак · e2 білий кінь · d1 білий король · h1 білий слон | h8 чорний ферзь · c7 білий слон · a6 білий ферзь · g6 білий кінь · d5 чорний король · f5 чорна тура · h5 біла тура · b4 білий пішак · d4 чорний пішак · e4 чорна тура · g4 чорний слон · h4 чорний слон · b3 біла тура · e3 чорний пішак · f3 чорний кінь · g3 чорний пішак · e2 білий кінь · d1 білий король · h1 білий слон | h8 чорний ферзь · c7 білий слон · a6 білий ферзь · g6 білий кінь · d5 чорний король · f5 чорна тура · h5 біла тура · b4 білий пішак · d4 чорний пішак · e4 чорна тура · g4 чорний слон · h4 чорний слон · b3 біла тура · e3 чорний пішак · f3 чорний кінь · g3 чорний пішак · e2 білий кінь · d1 білий король · h1 білий слон | h8 чорний ферзь · c7 білий слон · a6 білий ферзь · g6 білий кінь · d5 чорний король · f5 чорна тура · h5 біла тура · b4 білий пішак · d4 чорний пішак · e4 чорна тура · g4 чорний слон · h4 чорний слон · b3 біла тура · e3 чорний пішак · f3 чорний кінь · g3 чорний пішак · e2 білий кінь · d1 білий король · h1 білий слон | h8 чорний ферзь · c7 білий слон · a6 білий ферзь · g6 білий кінь · d5 чорний король · f5 чорна тура · h5 біла тура · b4 білий пішак · d4 чорний пішак · e4 чорна тура · g4 чорний слон · h4 чорний слон · b3 біла тура · e3 чорний пішак · f3 чорний кінь · g3 чорний пішак · e2 білий кінь · d1 білий король · h1 білий слон | 7 |
| 6 | h8 чорний ферзь · c7 білий слон · a6 білий ферзь · g6 білий кінь · d5 чорний король · f5 чорна тура · h5 біла тура · b4 білий пішак · d4 чорний пішак · e4 чорна тура · g4 чорний слон · h4 чорний слон · b3 біла тура · e3 чорний пішак · f3 чорний кінь · g3 чорний пішак · e2 білий кінь · d1 білий король · h1 білий слон | h8 чорний ферзь · c7 білий слон · a6 білий ферзь · g6 білий кінь · d5 чорний король · f5 чорна тура · h5 біла тура · b4 білий пішак · d4 чорний пішак · e4 чорна тура · g4 чорний слон · h4 чорний слон · b3 біла тура · e3 чорний пішак · f3 чорний кінь · g3 чорний пішак · e2 білий кінь · d1 білий король · h1 білий слон | h8 чорний ферзь · c7 білий слон · a6 білий ферзь · g6 білий кінь · d5 чорний король · f5 чорна тура · h5 біла тура · b4 білий пішак · d4 чорний пішак · e4 чорна тура · g4 чорний слон · h4 чорний слон · b3 біла тура · e3 чорний пішак · f3 чорний кінь · g3 чорний пішак · e2 білий кінь · d1 білий король · h1 білий слон | h8 чорний ферзь · c7 білий слон · a6 білий ферзь · g6 білий кінь · d5 чорний король · f5 чорна тура · h5 біла тура · b4 білий пішак · d4 чорний пішак · e4 чорна тура · g4 чорний слон · h4 чорний слон · b3 біла тура · e3 чорний пішак · f3 чорний кінь · g3 чорний пішак · e2 білий кінь · d1 білий король · h1 білий слон | h8 чорний ферзь · c7 білий слон · a6 білий ферзь · g6 білий кінь · d5 чорний король · f5 чорна тура · h5 біла тура · b4 білий пішак · d4 чорний пішак · e4 чорна тура · g4 чорний слон · h4 чорний слон · b3 біла тура · e3 чорний пішак · f3 чорний кінь · g3 чорний пішак · e2 білий кінь · d1 білий король · h1 білий слон | h8 чорний ферзь · c7 білий слон · a6 білий ферзь · g6 білий кінь · d5 чорний король · f5 чорна тура · h5 біла тура · b4 білий пішак · d4 чорний пішак · e4 чорна тура · g4 чорний слон · h4 чорний слон · b3 біла тура · e3 чорний пішак · f3 чорний кінь · g3 чорний пішак · e2 білий кінь · d1 білий король · h1 білий слон | h8 чорний ферзь · c7 білий слон · a6 білий ферзь · g6 білий кінь · d5 чорний король · f5 чорна тура · h5 біла тура · b4 білий пішак · d4 чорний пішак · e4 чорна тура · g4 чорний слон · h4 чорний слон · b3 біла тура · e3 чорний пішак · f3 чорний кінь · g3 чорний пішак · e2 білий кінь · d1 білий король · h1 білий слон | h8 чорний ферзь · c7 білий слон · a6 білий ферзь · g6 білий кінь · d5 чорний король · f5 чорна тура · h5 біла тура · b4 білий пішак · d4 чорний пішак · e4 чорна тура · g4 чорний слон · h4 чорний слон · b3 біла тура · e3 чорний пішак · f3 чорний кінь · g3 чорний пішак · e2 білий кінь · d1 білий король · h1 білий слон | 6 |
| 5 | h8 чорний ферзь · c7 білий слон · a6 білий ферзь · g6 білий кінь · d5 чорний король · f5 чорна тура · h5 біла тура · b4 білий пішак · d4 чорний пішак · e4 чорна тура · g4 чорний слон · h4 чорний слон · b3 біла тура · e3 чорний пішак · f3 чорний кінь · g3 чорний пішак · e2 білий кінь · d1 білий король · h1 білий слон | h8 чорний ферзь · c7 білий слон · a6 білий ферзь · g6 білий кінь · d5 чорний король · f5 чорна тура · h5 біла тура · b4 білий пішак · d4 чорний пішак · e4 чорна тура · g4 чорний слон · h4 чорний слон · b3 біла тура · e3 чорний пішак · f3 чорний кінь · g3 чорний пішак · e2 білий кінь · d1 білий король · h1 білий слон | h8 чорний ферзь · c7 білий слон · a6 білий ферзь · g6 білий кінь · d5 чорний король · f5 чорна тура · h5 біла тура · b4 білий пішак · d4 чорний пішак · e4 чорна тура · g4 чорний слон · h4 чорний слон · b3 біла тура · e3 чорний пішак · f3 чорний кінь · g3 чорний пішак · e2 білий кінь · d1 білий король · h1 білий слон | h8 чорний ферзь · c7 білий слон · a6 білий ферзь · g6 білий кінь · d5 чорний король · f5 чорна тура · h5 біла тура · b4 білий пішак · d4 чорний пішак · e4 чорна тура · g4 чорний слон · h4 чорний слон · b3 біла тура · e3 чорний пішак · f3 чорний кінь · g3 чорний пішак · e2 білий кінь · d1 білий король · h1 білий слон | h8 чорний ферзь · c7 білий слон · a6 білий ферзь · g6 білий кінь · d5 чорний король · f5 чорна тура · h5 біла тура · b4 білий пішак · d4 чорний пішак · e4 чорна тура · g4 чорний слон · h4 чорний слон · b3 біла тура · e3 чорний пішак · f3 чорний кінь · g3 чорний пішак · e2 білий кінь · d1 білий король · h1 білий слон | h8 чорний ферзь · c7 білий слон · a6 білий ферзь · g6 білий кінь · d5 чорний король · f5 чорна тура · h5 біла тура · b4 білий пішак · d4 чорний пішак · e4 чорна тура · g4 чорний слон · h4 чорний слон · b3 біла тура · e3 чорний пішак · f3 чорний кінь · g3 чорний пішак · e2 білий кінь · d1 білий король · h1 білий слон | h8 чорний ферзь · c7 білий слон · a6 білий ферзь · g6 білий кінь · d5 чорний король · f5 чорна тура · h5 біла тура · b4 білий пішак · d4 чорний пішак · e4 чорна тура · g4 чорний слон · h4 чорний слон · b3 біла тура · e3 чорний пішак · f3 чорний кінь · g3 чорний пішак · e2 білий кінь · d1 білий король · h1 білий слон | h8 чорний ферзь · c7 білий слон · a6 білий ферзь · g6 білий кінь · d5 чорний король · f5 чорна тура · h5 біла тура · b4 білий пішак · d4 чорний пішак · e4 чорна тура · g4 чорний слон · h4 чорний слон · b3 біла тура · e3 чорний пішак · f3 чорний кінь · g3 чорний пішак · e2 білий кінь · d1 білий король · h1 білий слон | 5 |
| 4 | h8 чорний ферзь · c7 білий слон · a6 білий ферзь · g6 білий кінь · d5 чорний король · f5 чорна тура · h5 біла тура · b4 білий пішак · d4 чорний пішак · e4 чорна тура · g4 чорний слон · h4 чорний слон · b3 біла тура · e3 чорний пішак · f3 чорний кінь · g3 чорний пішак · e2 білий кінь · d1 білий король · h1 білий слон | h8 чорний ферзь · c7 білий слон · a6 білий ферзь · g6 білий кінь · d5 чорний король · f5 чорна тура · h5 біла тура · b4 білий пішак · d4 чорний пішак · e4 чорна тура · g4 чорний слон · h4 чорний слон · b3 біла тура · e3 чорний пішак · f3 чорний кінь · g3 чорний пішак · e2 білий кінь · d1 білий король · h1 білий слон | h8 чорний ферзь · c7 білий слон · a6 білий ферзь · g6 білий кінь · d5 чорний король · f5 чорна тура · h5 біла тура · b4 білий пішак · d4 чорний пішак · e4 чорна тура · g4 чорний слон · h4 чорний слон · b3 біла тура · e3 чорний пішак · f3 чорний кінь · g3 чорний пішак · e2 білий кінь · d1 білий король · h1 білий слон | h8 чорний ферзь · c7 білий слон · a6 білий ферзь · g6 білий кінь · d5 чорний король · f5 чорна тура · h5 біла тура · b4 білий пішак · d4 чорний пішак · e4 чорна тура · g4 чорний слон · h4 чорний слон · b3 біла тура · e3 чорний пішак · f3 чорний кінь · g3 чорний пішак · e2 білий кінь · d1 білий король · h1 білий слон | h8 чорний ферзь · c7 білий слон · a6 білий ферзь · g6 білий кінь · d5 чорний король · f5 чорна тура · h5 біла тура · b4 білий пішак · d4 чорний пішак · e4 чорна тура · g4 чорний слон · h4 чорний слон · b3 біла тура · e3 чорний пішак · f3 чорний кінь · g3 чорний пішак · e2 білий кінь · d1 білий король · h1 білий слон | h8 чорний ферзь · c7 білий слон · a6 білий ферзь · g6 білий кінь · d5 чорний король · f5 чорна тура · h5 біла тура · b4 білий пішак · d4 чорний пішак · e4 чорна тура · g4 чорний слон · h4 чорний слон · b3 біла тура · e3 чорний пішак · f3 чорний кінь · g3 чорний пішак · e2 білий кінь · d1 білий король · h1 білий слон | h8 чорний ферзь · c7 білий слон · a6 білий ферзь · g6 білий кінь · d5 чорний король · f5 чорна тура · h5 біла тура · b4 білий пішак · d4 чорний пішак · e4 чорна тура · g4 чорний слон · h4 чорний слон · b3 біла тура · e3 чорний пішак · f3 чорний кінь · g3 чорний пішак · e2 білий кінь · d1 білий король · h1 білий слон | h8 чорний ферзь · c7 білий слон · a6 білий ферзь · g6 білий кінь · d5 чорний король · f5 чорна тура · h5 біла тура · b4 білий пішак · d4 чорний пішак · e4 чорна тура · g4 чорний слон · h4 чорний слон · b3 біла тура · e3 чорний пішак · f3 чорний кінь · g3 чорний пішак · e2 білий кінь · d1 білий король · h1 білий слон | 4 |
| 3 | h8 чорний ферзь · c7 білий слон · a6 білий ферзь · g6 білий кінь · d5 чорний король · f5 чорна тура · h5 біла тура · b4 білий пішак · d4 чорний пішак · e4 чорна тура · g4 чорний слон · h4 чорний слон · b3 біла тура · e3 чорний пішак · f3 чорний кінь · g3 чорний пішак · e2 білий кінь · d1 білий король · h1 білий слон | h8 чорний ферзь · c7 білий слон · a6 білий ферзь · g6 білий кінь · d5 чорний король · f5 чорна тура · h5 біла тура · b4 білий пішак · d4 чорний пішак · e4 чорна тура · g4 чорний слон · h4 чорний слон · b3 біла тура · e3 чорний пішак · f3 чорний кінь · g3 чорний пішак · e2 білий кінь · d1 білий король · h1 білий слон | h8 чорний ферзь · c7 білий слон · a6 білий ферзь · g6 білий кінь · d5 чорний король · f5 чорна тура · h5 біла тура · b4 білий пішак · d4 чорний пішак · e4 чорна тура · g4 чорний слон · h4 чорний слон · b3 біла тура · e3 чорний пішак · f3 чорний кінь · g3 чорний пішак · e2 білий кінь · d1 білий король · h1 білий слон | h8 чорний ферзь · c7 білий слон · a6 білий ферзь · g6 білий кінь · d5 чорний король · f5 чорна тура · h5 біла тура · b4 білий пішак · d4 чорний пішак · e4 чорна тура · g4 чорний слон · h4 чорний слон · b3 біла тура · e3 чорний пішак · f3 чорний кінь · g3 чорний пішак · e2 білий кінь · d1 білий король · h1 білий слон | h8 чорний ферзь · c7 білий слон · a6 білий ферзь · g6 білий кінь · d5 чорний король · f5 чорна тура · h5 біла тура · b4 білий пішак · d4 чорний пішак · e4 чорна тура · g4 чорний слон · h4 чорний слон · b3 біла тура · e3 чорний пішак · f3 чорний кінь · g3 чорний пішак · e2 білий кінь · d1 білий король · h1 білий слон | h8 чорний ферзь · c7 білий слон · a6 білий ферзь · g6 білий кінь · d5 чорний король · f5 чорна тура · h5 біла тура · b4 білий пішак · d4 чорний пішак · e4 чорна тура · g4 чорний слон · h4 чорний слон · b3 біла тура · e3 чорний пішак · f3 чорний кінь · g3 чорний пішак · e2 білий кінь · d1 білий король · h1 білий слон | h8 чорний ферзь · c7 білий слон · a6 білий ферзь · g6 білий кінь · d5 чорний король · f5 чорна тура · h5 біла тура · b4 білий пішак · d4 чорний пішак · e4 чорна тура · g4 чорний слон · h4 чорний слон · b3 біла тура · e3 чорний пішак · f3 чорний кінь · g3 чорний пішак · e2 білий кінь · d1 білий король · h1 білий слон | h8 чорний ферзь · c7 білий слон · a6 білий ферзь · g6 білий кінь · d5 чорний король · f5 чорна тура · h5 біла тура · b4 білий пішак · d4 чорний пішак · e4 чорна тура · g4 чорний слон · h4 чорний слон · b3 біла тура · e3 чорний пішак · f3 чорний кінь · g3 чорний пішак · e2 білий кінь · d1 білий король · h1 білий слон | 3 |
| 2 | h8 чорний ферзь · c7 білий слон · a6 білий ферзь · g6 білий кінь · d5 чорний король · f5 чорна тура · h5 біла тура · b4 білий пішак · d4 чорний пішак · e4 чорна тура · g4 чорний слон · h4 чорний слон · b3 біла тура · e3 чорний пішак · f3 чорний кінь · g3 чорний пішак · e2 білий кінь · d1 білий король · h1 білий слон | h8 чорний ферзь · c7 білий слон · a6 білий ферзь · g6 білий кінь · d5 чорний король · f5 чорна тура · h5 біла тура · b4 білий пішак · d4 чорний пішак · e4 чорна тура · g4 чорний слон · h4 чорний слон · b3 біла тура · e3 чорний пішак · f3 чорний кінь · g3 чорний пішак · e2 білий кінь · d1 білий король · h1 білий слон | h8 чорний ферзь · c7 білий слон · a6 білий ферзь · g6 білий кінь · d5 чорний король · f5 чорна тура · h5 біла тура · b4 білий пішак · d4 чорний пішак · e4 чорна тура · g4 чорний слон · h4 чорний слон · b3 біла тура · e3 чорний пішак · f3 чорний кінь · g3 чорний пішак · e2 білий кінь · d1 білий король · h1 білий слон | h8 чорний ферзь · c7 білий слон · a6 білий ферзь · g6 білий кінь · d5 чорний король · f5 чорна тура · h5 біла тура · b4 білий пішак · d4 чорний пішак · e4 чорна тура · g4 чорний слон · h4 чорний слон · b3 біла тура · e3 чорний пішак · f3 чорний кінь · g3 чорний пішак · e2 білий кінь · d1 білий король · h1 білий слон | h8 чорний ферзь · c7 білий слон · a6 білий ферзь · g6 білий кінь · d5 чорний король · f5 чорна тура · h5 біла тура · b4 білий пішак · d4 чорний пішак · e4 чорна тура · g4 чорний слон · h4 чорний слон · b3 біла тура · e3 чорний пішак · f3 чорний кінь · g3 чорний пішак · e2 білий кінь · d1 білий король · h1 білий слон | h8 чорний ферзь · c7 білий слон · a6 білий ферзь · g6 білий кінь · d5 чорний король · f5 чорна тура · h5 біла тура · b4 білий пішак · d4 чорний пішак · e4 чорна тура · g4 чорний слон · h4 чорний слон · b3 біла тура · e3 чорний пішак · f3 чорний кінь · g3 чорний пішак · e2 білий кінь · d1 білий король · h1 білий слон | h8 чорний ферзь · c7 білий слон · a6 білий ферзь · g6 білий кінь · d5 чорний король · f5 чорна тура · h5 біла тура · b4 білий пішак · d4 чорний пішак · e4 чорна тура · g4 чорний слон · h4 чорний слон · b3 біла тура · e3 чорний пішак · f3 чорний кінь · g3 чорний пішак · e2 білий кінь · d1 білий король · h1 білий слон | h8 чорний ферзь · c7 білий слон · a6 білий ферзь · g6 білий кінь · d5 чорний король · f5 чорна тура · h5 біла тура · b4 білий пішак · d4 чорний пішак · e4 чорна тура · g4 чорний слон · h4 чорний слон · b3 біла тура · e3 чорний пішак · f3 чорний кінь · g3 чорний пішак · e2 білий кінь · d1 білий король · h1 білий слон | 2 |
| 1 | h8 чорний ферзь · c7 білий слон · a6 білий ферзь · g6 білий кінь · d5 чорний король · f5 чорна тура · h5 біла тура · b4 білий пішак · d4 чорний пішак · e4 чорна тура · g4 чорний слон · h4 чорний слон · b3 біла тура · e3 чорний пішак · f3 чорний кінь · g3 чорний пішак · e2 білий кінь · d1 білий король · h1 білий слон | h8 чорний ферзь · c7 білий слон · a6 білий ферзь · g6 білий кінь · d5 чорний король · f5 чорна тура · h5 біла тура · b4 білий пішак · d4 чорний пішак · e4 чорна тура · g4 чорний слон · h4 чорний слон · b3 біла тура · e3 чорний пішак · f3 чорний кінь · g3 чорний пішак · e2 білий кінь · d1 білий король · h1 білий слон | h8 чорний ферзь · c7 білий слон · a6 білий ферзь · g6 білий кінь · d5 чорний король · f5 чорна тура · h5 біла тура · b4 білий пішак · d4 чорний пішак · e4 чорна тура · g4 чорний слон · h4 чорний слон · b3 біла тура · e3 чорний пішак · f3 чорний кінь · g3 чорний пішак · e2 білий кінь · d1 білий король · h1 білий слон | h8 чорний ферзь · c7 білий слон · a6 білий ферзь · g6 білий кінь · d5 чорний король · f5 чорна тура · h5 біла тура · b4 білий пішак · d4 чорний пішак · e4 чорна тура · g4 чорний слон · h4 чорний слон · b3 біла тура · e3 чорний пішак · f3 чорний кінь · g3 чорний пішак · e2 білий кінь · d1 білий король · h1 білий слон | h8 чорний ферзь · c7 білий слон · a6 білий ферзь · g6 білий кінь · d5 чорний король · f5 чорна тура · h5 біла тура · b4 білий пішак · d4 чорний пішак · e4 чорна тура · g4 чорний слон · h4 чорний слон · b3 біла тура · e3 чорний пішак · f3 чорний кінь · g3 чорний пішак · e2 білий кінь · d1 білий король · h1 білий слон | h8 чорний ферзь · c7 білий слон · a6 білий ферзь · g6 білий кінь · d5 чорний король · f5 чорна тура · h5 біла тура · b4 білий пішак · d4 чорний пішак · e4 чорна тура · g4 чорний слон · h4 чорний слон · b3 біла тура · e3 чорний пішак · f3 чорний кінь · g3 чорний пішак · e2 білий кінь · d1 білий король · h1 білий слон | h8 чорний ферзь · c7 білий слон · a6 білий ферзь · g6 білий кінь · d5 чорний король · f5 чорна тура · h5 біла тура · b4 білий пішак · d4 чорний пішак · e4 чорна тура · g4 чорний слон · h4 чорний слон · b3 біла тура · e3 чорний пішак · f3 чорний кінь · g3 чорний пішак · e2 білий кінь · d1 білий король · h1 білий слон | h8 чорний ферзь · c7 білий слон · a6 білий ферзь · g6 білий кінь · d5 чорний король · f5 чорна тура · h5 біла тура · b4 білий пішак · d4 чорний пішак · e4 чорна тура · g4 чорний слон · h4 чорний слон · b3 біла тура · e3 чорний пішак · f3 чорний кінь · g3 чорний пішак · e2 білий кінь · d1 білий король · h1 білий слон | 1 |
|   | a | b | c | d | e | f | g | h |   |

1. Td3! ~ 2. Sc3#
1. ... Sf~   2. Sgf4#
1. ... Se5! 2. Td4#
1. ... Sg5! 2. Se7#
|   | a | b | c | d | e | f | g | h |   |
| 8 | g8 білий король · g7 білий ферзь · h7 біла тура · h5 чорна тура · g2 біла тура · h2 чорний пішак · h1 чорний король | g8 білий король · g7 білий ферзь · h7 біла тура · h5 чорна тура · g2 біла тура · h2 чорний пішак · h1 чорний король | g8 білий король · g7 білий ферзь · h7 біла тура · h5 чорна тура · g2 біла тура · h2 чорний пішак · h1 чорний король | g8 білий король · g7 білий ферзь · h7 біла тура · h5 чорна тура · g2 біла тура · h2 чорний пішак · h1 чорний король | g8 білий король · g7 білий ферзь · h7 біла тура · h5 чорна тура · g2 біла тура · h2 чорний пішак · h1 чорний король | g8 білий король · g7 білий ферзь · h7 біла тура · h5 чорна тура · g2 біла тура · h2 чорний пішак · h1 чорний король | g8 білий король · g7 білий ферзь · h7 біла тура · h5 чорна тура · g2 біла тура · h2 чорний пішак · h1 чорний король | g8 білий король · g7 білий ферзь · h7 біла тура · h5 чорна тура · g2 біла тура · h2 чорний пішак · h1 чорний король | 8 |
| 7 | g8 білий король · g7 білий ферзь · h7 біла тура · h5 чорна тура · g2 біла тура · h2 чорний пішак · h1 чорний король | g8 білий король · g7 білий ферзь · h7 біла тура · h5 чорна тура · g2 біла тура · h2 чорний пішак · h1 чорний король | g8 білий король · g7 білий ферзь · h7 біла тура · h5 чорна тура · g2 біла тура · h2 чорний пішак · h1 чорний король | g8 білий король · g7 білий ферзь · h7 біла тура · h5 чорна тура · g2 біла тура · h2 чорний пішак · h1 чорний король | g8 білий король · g7 білий ферзь · h7 біла тура · h5 чорна тура · g2 біла тура · h2 чорний пішак · h1 чорний король | g8 білий король · g7 білий ферзь · h7 біла тура · h5 чорна тура · g2 біла тура · h2 чорний пішак · h1 чорний король | g8 білий король · g7 білий ферзь · h7 біла тура · h5 чорна тура · g2 біла тура · h2 чорний пішак · h1 чорний король | g8 білий король · g7 білий ферзь · h7 біла тура · h5 чорна тура · g2 біла тура · h2 чорний пішак · h1 чорний король | 7 |
| 6 | g8 білий король · g7 білий ферзь · h7 біла тура · h5 чорна тура · g2 біла тура · h2 чорний пішак · h1 чорний король | g8 білий король · g7 білий ферзь · h7 біла тура · h5 чорна тура · g2 біла тура · h2 чорний пішак · h1 чорний король | g8 білий король · g7 білий ферзь · h7 біла тура · h5 чорна тура · g2 біла тура · h2 чорний пішак · h1 чорний король | g8 білий король · g7 білий ферзь · h7 біла тура · h5 чорна тура · g2 біла тура · h2 чорний пішак · h1 чорний король | g8 білий король · g7 білий ферзь · h7 біла тура · h5 чорна тура · g2 біла тура · h2 чорний пішак · h1 чорний король | g8 білий король · g7 білий ферзь · h7 біла тура · h5 чорна тура · g2 біла тура · h2 чорний пішак · h1 чорний король | g8 білий король · g7 білий ферзь · h7 біла тура · h5 чорна тура · g2 біла тура · h2 чорний пішак · h1 чорний король | g8 білий король · g7 білий ферзь · h7 біла тура · h5 чорна тура · g2 біла тура · h2 чорний пішак · h1 чорний король | 6 |
| 5 | g8 білий король · g7 білий ферзь · h7 біла тура · h5 чорна тура · g2 біла тура · h2 чорний пішак · h1 чорний король | g8 білий король · g7 білий ферзь · h7 біла тура · h5 чорна тура · g2 біла тура · h2 чорний пішак · h1 чорний король | g8 білий король · g7 білий ферзь · h7 біла тура · h5 чорна тура · g2 біла тура · h2 чорний пішак · h1 чорний король | g8 білий король · g7 білий ферзь · h7 біла тура · h5 чорна тура · g2 біла тура · h2 чорний пішак · h1 чорний король | g8 білий король · g7 білий ферзь · h7 біла тура · h5 чорна тура · g2 біла тура · h2 чорний пішак · h1 чорний король | g8 білий король · g7 білий ферзь · h7 біла тура · h5 чорна тура · g2 біла тура · h2 чорний пішак · h1 чорний король | g8 білий король · g7 білий ферзь · h7 біла тура · h5 чорна тура · g2 біла тура · h2 чорний пішак · h1 чорний король | g8 білий король · g7 білий ферзь · h7 біла тура · h5 чорна тура · g2 біла тура · h2 чорний пішак · h1 чорний король | 5 |
| 4 | g8 білий король · g7 білий ферзь · h7 біла тура · h5 чорна тура · g2 біла тура · h2 чорний пішак · h1 чорний король | g8 білий король · g7 білий ферзь · h7 біла тура · h5 чорна тура · g2 біла тура · h2 чорний пішак · h1 чорний король | g8 білий король · g7 білий ферзь · h7 біла тура · h5 чорна тура · g2 біла тура · h2 чорний пішак · h1 чорний король | g8 білий король · g7 білий ферзь · h7 біла тура · h5 чорна тура · g2 біла тура · h2 чорний пішак · h1 чорний король | g8 білий король · g7 білий ферзь · h7 біла тура · h5 чорна тура · g2 біла тура · h2 чорний пішак · h1 чорний король | g8 білий король · g7 білий ферзь · h7 біла тура · h5 чорна тура · g2 біла тура · h2 чорний пішак · h1 чорний король | g8 білий король · g7 білий ферзь · h7 біла тура · h5 чорна тура · g2 біла тура · h2 чорний пішак · h1 чорний король | g8 білий король · g7 білий ферзь · h7 біла тура · h5 чорна тура · g2 біла тура · h2 чорний пішак · h1 чорний король | 4 |
| 3 | g8 білий король · g7 білий ферзь · h7 біла тура · h5 чорна тура · g2 біла тура · h2 чорний пішак · h1 чорний король | g8 білий король · g7 білий ферзь · h7 біла тура · h5 чорна тура · g2 біла тура · h2 чорний пішак · h1 чорний король | g8 білий король · g7 білий ферзь · h7 біла тура · h5 чорна тура · g2 біла тура · h2 чорний пішак · h1 чорний король | g8 білий король · g7 білий ферзь · h7 біла тура · h5 чорна тура · g2 біла тура · h2 чорний пішак · h1 чорний король | g8 білий король · g7 білий ферзь · h7 біла тура · h5 чорна тура · g2 біла тура · h2 чорний пішак · h1 чорний король | g8 білий король · g7 білий ферзь · h7 біла тура · h5 чорна тура · g2 біла тура · h2 чорний пішак · h1 чорний король | g8 білий король · g7 білий ферзь · h7 біла тура · h5 чорна тура · g2 біла тура · h2 чорний пішак · h1 чорний король | g8 білий король · g7 білий ферзь · h7 біла тура · h5 чорна тура · g2 біла тура · h2 чорний пішак · h1 чорний король | 3 |
| 2 | g8 білий король · g7 білий ферзь · h7 біла тура · h5 чорна тура · g2 біла тура · h2 чорний пішак · h1 чорний король | g8 білий король · g7 білий ферзь · h7 біла тура · h5 чорна тура · g2 біла тура · h2 чорний пішак · h1 чорний король | g8 білий король · g7 білий ферзь · h7 біла тура · h5 чорна тура · g2 біла тура · h2 чорний пішак · h1 чорний король | g8 білий король · g7 білий ферзь · h7 біла тура · h5 чорна тура · g2 біла тура · h2 чорний пішак · h1 чорний король | g8 білий король · g7 білий ферзь · h7 біла тура · h5 чорна тура · g2 біла тура · h2 чорний пішак · h1 чорний король | g8 білий король · g7 білий ферзь · h7 біла тура · h5 чорна тура · g2 біла тура · h2 чорний пішак · h1 чорний король | g8 білий король · g7 білий ферзь · h7 біла тура · h5 чорна тура · g2 біла тура · h2 чорний пішак · h1 чорний король | g8 білий король · g7 білий ферзь · h7 біла тура · h5 чорна тура · g2 біла тура · h2 чорний пішак · h1 чорний король | 2 |
| 1 | g8 білий король · g7 білий ферзь · h7 біла тура · h5 чорна тура · g2 біла тура · h2 чорний пішак · h1 чорний король | g8 білий король · g7 білий ферзь · h7 біла тура · h5 чорна тура · g2 біла тура · h2 чорний пішак · h1 чорний король | g8 білий король · g7 білий ферзь · h7 біла тура · h5 чорна тура · g2 біла тура · h2 чорний пішак · h1 чорний король | g8 білий король · g7 білий ферзь · h7 біла тура · h5 чорна тура · g2 біла тура · h2 чорний пішак · h1 чорний король | g8 білий король · g7 білий ферзь · h7 біла тура · h5 чорна тура · g2 біла тура · h2 чорний пішак · h1 чорний король | g8 білий король · g7 білий ферзь · h7 біла тура · h5 чорна тура · g2 біла тура · h2 чорний пішак · h1 чорний король | g8 білий король · g7 білий ферзь · h7 біла тура · h5 чорна тура · g2 біла тура · h2 чорний пішак · h1 чорний король | g8 білий король · g7 білий ферзь · h7 біла тура · h5 чорна тура · g2 біла тура · h2 чорний пішак · h1 чорний король | 1 |
|   | a | b | c | d | e | f | g | h |   |

1. Db7! ~ 2. Tg5#
1. ... T~   2. Th:h2#
1. ... Th3! 2. Tg3#
1. ... Th4! 2. Tg4#
1. ... Th6! 2. Tg6#
1. ... T:h7! 2. Tg7#